# 椎名うみ
椎名 うみ（しいな うみ、10月12日生まれ）は、日本の漫画家。神奈川県出身。

## 経歴
23歳のときに漫画を描き始める。はじめはpixivに作品を投稿していたが、2013年、アフタヌーン四季賞に応募し、同年度の冬のコンテストで佳作を受賞する。
その後、佳作受賞作を見て担当についた編集者の意向もあり、2014年、再びアフタヌーン四季賞に応募する。その結果、秋のコンテストで四季賞を受賞。同年11月発売の『月刊アフタヌーン』（講談社）に四季賞受賞作「ボインちゃん」が掲載され、漫画家としてデビューする。
2016年、『月刊アフタヌーン』で『青野くんに触りたいから死にたい』の連載を開始し、連載デビューを果たす。

## 作風
椎名の作品では人間の暗い部分が冷徹に描かれており、その暗さを照らす光とのコントラストが持ち味となっている。特に人間同士が分かり合うことの難しさを描いた作品が多いが、これは人間関係のプラスの面を描くためにはマイナスの面の描写も必要という考えに基づくものであり、マンガライターの門倉紫麻は、描かれるテーマに反して「読後感がいつも明るい」と椎名作品を評している。
椎名は、自身の強みは「感情を描くこと」だと語っており、実際に初めてアフタヌーン四季賞に応募した際も選考委員からその点を高く評価されている。門倉も、「感情が振り切れた瞬間の表情」を椎名作品の特徴として挙げている。

## 人物
『ダブル』の野田彩子のファンであり、野田も椎名のファンだという。
『青野くんに触りたいから死にたい』のテレビドラマ化が決定した際には「人と出会いたくて漫画を描いている」と語っていた。

## 作品リスト

### 連載
- 青野くんに触りたいから死にたい（『月刊アフタヌーン』2016年 - 連載中） - 連載デビュー作。

### 読み切り
- ボインちゃん（『月刊アフタヌーン』2015年1月号） - デビュー作。『崖際のワルツ 椎名うみ作品集』に収録。
- セーラー服を燃やして（『good!アフタヌーン』2016年1号） - 『崖際のワルツ 椎名うみ作品集』に収録。
- 崖際のワルツ（『good!アフタヌーン』2016年2号） - 『崖際のワルツ 椎名うみ作品集』に収録。
- おかえり（2020年） - 「伊藤万理華EXHIBITION “HOMESICK”」のための書き下ろし作品[8]。

### 書籍
全て、講談社のアフタヌーンKCから発売されている。
- 『青野くんに触りたいから死にたい』、既刊12巻
- 『崖際のワルツ 椎名うみ作品集』、2017年8月23日第1刷発行（同日発売[9]）、ISBN 978-4-06-388284-1、短編集